# 下拉式選單

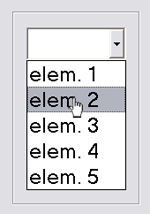
下拉式菜单示意图

计算机应用中，下拉列表是选单的一种表现形式。具体表现为：当用户选中一个选项后，该选单会向下延伸出具有其他选项的另一个选单。下拉式选单通常应用于把一些具有相同分类的功能放在同一个下拉式选单中，并把这个下拉式选单置于主选单的一个选项下。下拉菜单内的项目可以据需要设置为多选或单选，可以用来替代一组复选框（设置为多选）或单选框（设置为单选）。这样比复选框组或单选框组的占用位置小，但不如它们直观。